# Idrialin
Idrialin (Idrialit, Curtisit, Quecksilber-Branderz) ist ein eher selten vorkommendes Mineral aus der Mineralklasse der Organischen Verbindungen. Es kristallisiert im orthorhombischen Kristallsystem mit der chemischen Zusammensetzung C22H14 und entwickelt meist massige Aggregate, aber auch durchscheinende, schuppige Kristalle von grünlichgelber bis hellbrauner Farbe und glasigem bis diamantenem Glanz. Auch farblose Idrialine sind bekannt.

## Etymologie und Geschichte
Erstmals gefunden wurde Idrialin 1832 in der „Idria Mine“ (Idrija Mine) in Idrija/Slowenien und beschrieben durch Jean Baptiste Dumas.
Der offizielle Name des Minerals nimmt Bezug auf seine Typlokalität. Die synonyme Benennung Quecksilber-Branderz erhielt es aufgrund der Eigenschaft, brennbar zu sein und weil es aus den bei Idrija gefundenen, quecksilberhaltigen Fossilien extrahiert werden konnte.

## Klassifikation
In der alten Systematik der Minerale nach Strunz (8. Auflage) gehörte Idrialin noch allgemein zur Abteilung der „Kohlenwasserstoffe“. Mit der Überarbeitung der Strunz'schen Mineralsystematik in der 9. Auflage wurde das Mineral in die noch unbenannte Unterabteilung „10.BA“ der Abteilung der „Kohlenwasserstoffe“ verschoben.
Die Systematik der Minerale nach Dana sortiert den Idrialin in die Abteilung der „Salze organischer Säuren und Kohlenwasserstoffe“.

## Kristallstruktur
Idrialin kristallisiert im orthorhombischen Kristallsystem, die genaue Raumgruppe ist jedoch nicht bekannt. Die Gitterparameter betragen a = 8,07 Å; b = 6,42 Å und c = 27,75 Å bei vier Formeleinheiten pro Elementarzelle.

## Eigenschaften
Es ist löslich in konzentrierter heißer Schwefelsäure mit tief indigoblauer Farbe. Beim Verbrennen oder Destillieren gibt es ein schuppiges strohgelbes Destillationsprodukt, wobei die Verunreinigungen als braunrote Asche zurückbleiben. Unter UV-Licht zeigt sich starke Fluoreszenz, wobei unabhängig von der Wellenlänge blaue, orangefarbene, gelbe oder grünweiße Fluoreszenz erzeugt wird.

## Bildung und Fundorte
Über die genauen Bildungsbedingungen gibt es nur Vermutungen, die besagen, dass Idrialin durch Pyrolyse von organischem Material in der Nähe von heißen Quellen oder aus hydrothermalen Lösungen entsteht. Begleitminerale sind unter anderem Cinnabarit, Pyrit, Gips, Quarz, Metacinnabarit und Realgar. Zusammen mit Opal wurde Idrialin bisher nur bei Skaggs Springs in Kalifornien (USA) gefunden.
Neben seiner Typlokalität Idrija wurde Idrialin weltweit bisher noch an 11 weiteren Fundorten nachgewiesen (Stand: 2009): Bei Gap in Frankreich; Merník und Červenica in der Slowakei; Olenjowo (Olenevo)/Transkarpatien in der Ukraine; sowie in den Mayacmas Mountains im Lake County, Idria im San Benito County, San Francisco (im gleichnamigen County), Skaggs Springs im Sonoma County und Knoxville im Yolo County des US-Bundesstaates Kalifornien.